# María Dolores Bargues Castelló
María Dolores Bargues Castelló (Valencia, España, 22 de abril de 1958) es una científica que ocupa el puesto de catedrática de parasitología en la Facultad de Farmacia de la Universitat de València. Es además directora de la Unidad de Biología Molecular, subdirectora del "WHO Collaborating Center on Fascioliasis and Its Snail Vectors", dependiente de la OMS (Sede Central, Ginebra) y también del "FAO-United Nations Reference Center for Parasitology", dependiente de FAO (Sede Central, Roma), en la Universitat de València, experta en biología molecular y transmisión de la Fascioliasis de la Agencia Internacional de Energía Atómica  (IAEA) y esposa del profesor Santiago Mas-Coma, catedrático de Parasitología de la misma Universidad y Miembro Experto de la Organización Mundial de la Salud y su Comité WHO-STAG (OMS, Sede Central, Ginebra) desde 2001.

## Formación y carrera científica
María Dolores Bargues Castelló es licenciada (1980), graduada (1982) y doctora (1986) en Farmacia, por la Universitat de València, acabando su especialización en Microbiología y Parasitología el año 1989.
Ha trabajado como docente desde 1980, lo que supone una experiencia de más de treinta años en la docencia universitaria. Comenzó trabajando como colaboradora de cátedra hasta el año 1983. Entonces pasó a ser profesora ayudante, consiguiendo ser profesora titular en 1987. En 2011 fue nombrada catedrática de Parasitología del Departamento de Biología Celular y Parasitología de la Universitat de València.
También ha impartido numerosos cursos de postgrado, masters de especialidad y cursos en otras universidades tanto de España como del extranjero, así como numerosos cursos de especialidad y cursos pre-congreso internacionales en universidades extranjeras (Colombia, Cuba, México, Perú, Uruguay, Washington y Miami – USA).
Es responsable de tres acuerdos marco de colaboración internacionales con Brasil, Colombia y Perú. Ha sido co-organizadora y secretaria del “Master Internacional en Enfermedades Parasitarias Tropicales” durante 19 años (1988-2006) y actualmente miembro de la CCA del mismo Master Oficial de Postgrado desde 2006 hasta la actualidad.
Ha realizado estancias con beca en seis centros extranjeros (Estados Unidos, Francia, Brasil, Venezuela y Colombia) y una por el Proyecto SOCRATES-ERASMUS en Polonia. También ha dirigido a tres becarios de Bangladés, Bolivia y Cuba, financiados por el  Organismo Internacional de Energía Atómica (IAEA).

## Investigaciones
Bargues Castelló ha dedicado gran parte de su carrera (más de 20 años) a investigaciones sobre enfermedades parasitarias transmitidas por vectores como Fascioliasis, Malaria, Leishmaniasis o la Enfermedad de Chagas.
Ha participado en más de 50 proyectos de investigación habiendo sido Coordinadora General, Investigador Principal o Responsable de Proyectos Europeos (INCO y GOCE de CE), de Instituciones Internacionales, Nacionales y Autonómicas. A escala internacional, destaca su papel como Responsable del grupo de investigación sobre transmisión y vectores del Centro Colaborador de la OMS sobre Fascioliasis y sus moluscos vectores.
También es miembro de prestigiosas redes de investigación internacionales como la European Community - Latin American Network for Research on the Biology and Control of Triatominae y la Red de Investigación Colaborativa en Enfermedades Tropicales

## Publicaciones
Ha publicado más de 150 artículos en varias revistas científicas relacionadas con las ciencias de la salud, así como 29 capítulos de libros que ha escrito o coescrito en este mismo dominio.
Cabe subrayar su impacto internacional, alcanzando un índice h de 36 y 3440 citaciones, con un promedio de 38,01 citas/artículo (Web_of_Science, mayo de 2016). Destacan grandes logros científicos alcanzados especialmente en fascioliasis y en vectores de la enfermedad de Chagas y una producción de entre 2 y 9 artículos por año (media 6,94) desde 1997, con un ratio de 0,41 en (36 sobre 87), que es uno de los más altos entre los parasitólogos españoles.
Participó en la publicación de los siguientes artículos:
- Bargues MD, Malandrini JB, Artigas P, Soria CC, Velásquez JN, Carnevale S,, Mateo L, Khoubbane M, Mas-Coma S, 2016. Human fascioliasis endemic areas in Argentina: multigene characterisation of the lymnaeid vectors and climatic-environmental assessment of the transmission pattern. Parasit Vectors. 9(1):306. PMID 27229862.
- Costa J, Bargues MD, Neiva VL, Lawrence GG, Gumiel M, Oliveira G, Cabello P, Lima MM, Dotson E, Provance DW Jr, Almeida CE, Mateo L, Mas-Coma S, Dujardin JP., 2016. Phenotypic variability confirmed by nuclear ribosomal DNA suggests a possible natural hybrid zone of Triatoma brasiliensis species complex. Infect Genet Evol. 37:77-87. PMID 26520796.
- Boissier J, Moné H, Mitta G, Bargues MD, Molyneux D, Mas-Coma S., 2015. Schistosomiasis reaches Europe. Lancet Infect Dis. 15(7):757-758. PMID 26122434.
- Schwarz A, Medrano-Mercado N, Schaub GA, Struchiner CJ, Bargues MD, Levy MZ, Ribeiro JM., 2014. An updated insight into the Sialotranscriptome of Triatoma infestans: developmental stage and geographic variations. PLoS Negl Trop Dis. 4;8(12):e3372. PMID 25474469.
- Ashrafi K, Bargues MD, O'Neill S, Mas-Coma S., 2014. Fascioliasis: a Worldwide parasitic disease of importance in travel medicine. Travel Med Infect Dis. 12(6 Pt A):636-649. PMID 25287722.
- Mas-Coma S, Bargues MD, Valero MA., 2014. Diagnosis of human fascioliasis by stool and blood techniques: update for the present global scenario. Parasitology. 141(14):1918-1946. PMID 25077569.
- Bargues MD, Zuriaga MA, Mas-Coma S., 2014. Nuclear rDNA pseudogenes in Chagas disease vectors: evolutionary implications of a new 5.8S+ITS-2 paralogous sequence marker in triatomines of North, Central and northern South America. Infect Genet Evol. 21:134-156. PMID 24239656.
- Bargues MD, Artigas P, Khoubbane M, Ortiz P, Naquira C, Mas-Coma S., 2012. Molecular characterisation of Galba truncatula, Lymnaea neotropica and L. schirazensis from Cajamarca, Peru and their potential role in transmission of human and animal fascioliasis. Parasit Vectors. 5:174. PMID 22894178.
- Zuriaga MA, Blandón-Naranjo M, Valerio-Campos I, Salas R, Zeledón R, Bargues MD., 2012. Molecular characterization of Trypanosoma cruzi and infection rate of the vector Triatoma dimidiata in Costa Rica. Parasitol Res. 111(4):1615-1620. PMID 22752700.
- Bargues MD, González LC, Artigas P, Mas-Coma S., 2011. A new baseline for fascioliasis in Venezuela: lymnaeid vectors ascertained by DNA sequencing and analysis of their relationships with human and animal infection. Parasit Vectors. 4:200. PMID 21999170.
- Bargues MD, Artigas P, Khoubbane M, Flores R, Glöer P, Rojas-García R, Ashrafi K, Falkner G, Mas-Coma S., 2011. Lymnaea schirazensis, an overlooked snail distorting fascioliasis data: genotype, phenotype, ecology, worldwide spread, susceptibility, applicability. PLoS One.;6(9):e24567. PMID 21980347.
- Artigas P, Bargues MD, Mera y Sierra RL, Agramunt VH, Mas-Coma S., 2011. Characterisation of fascioliasis lymnaeid intermediate hosts from Chile by DNA sequencing, with emphasis on Lymnaea viator and Galba truncatula. Acta Trop. 120(3):245-257. PMID 21933653.
- Bargues MD, Artigas P, Khoubbane M, Mas-Coma S., 2011. DNA sequence characterisation and phylogeography of Lymnaea cousini and related species, vectors of fascioliasis in northern Andean countries, with description of L. meridensis n. sp. (Gastropoda: Lymnaeidae). Parasit Vectors. 4:132. PMID 21749718.
- Vicente JL, Sousa CA, Alten B, Caglar SS, Falcutá E, Latorre JM, Toty C, Barré H, Demirci B, Di Luca M, Toma L, Alves R, Salgueiro P, Silva TL, Bargues MD, Mas-Coma S, Boccolini D, Romi R, Nicolescu G, do Rosário VE, Ozer N, Fontenille D, Pinto J., 2011. Genetic and phenotypic variation of the malaria vector Anopheles atroparvus in southern Europe. Malar J. 10:5. PMID 21223582.
- Mas-Coma S, Valero MA, Bargues MD., 2009. Chapter 2. Fasciola, lymnaeids and human fascioliasis, with a global overview on disease transmission, epidemiology, evolutionary genetics, molecular epidemiology and control. Adv Parasitol. 69:41-146. PMID 19622408.
- Mas-Coma S, Valero MA, Bargues MD., 2009. Climate change effects on trematodiases, with emphasis on zoonotic fascioliasis and schistosomiasis. Vet Parasitol. 163(4):264-280. PMID 19375233.
- Mas-Coma S, Bargues MD., 2009. Populations, hybrids and the systematic concepts of species and subspecies in Chagas disease triatomine vectors inferred from nuclear ribosomal and mitochondrial DNA. Acta Trop. 110(2-3):112-136. PMID 19073132.
- Bargues MD, Klisiowicz DR, Gonzalez-Candelas F, Ramsey JM, Monroy C, Ponce C, Salazar-Schettino PM, Panzera F, Abad-Franch F, Sousa OE, Schofield CJ, Dujardin JP, Guhl F, Mas-Coma S., 2008. Phylogeography and genetic variation of Triatoma dimidiata, the main Chagas disease vector in Central America, and its position within the genus Triatoma. PLoS Negl Trop Dis. 2(5):e233. PMID 18461141.
- Morchón R, Bargues MD, Latorre JM, Melero-Alcíbar R, Pou-Barreto C, Mas-Coma S, Simón F., 2007. Haplotype H1 of Culex pipiens implicated as natural vector of Dirofilaria immitis in an endemic area of Western Spain. Vector Borne Zoonotic Dis. 7(4):653-658. PMID 17979532.
- Bargues MD, Artigas P, Mera Y Sierra RL, Pointier JP, Mas-Coma S., 2007. Characterisation of Lymnaea cubensis, L. viatrix and L. neotropica n. sp., the main vectors of Fasciola hepatica in Latin America, by analysis of their ribosomal and mitochondrial DNA. Ann Trop Med Parasitol. 101(7):621-641. PMID 17877881.
- Herrera C, Bargues MD, Fajardo A, Montilla M, Triana O, Vallejo GA, Guhl F., 2007. Identifying four Trypanosoma cruzi I isolate haplotypes from different Geographic regions in Colombia. Infect Genet Evol. 7(4):535-539. PMID 17287152.
- Bargues MD, Latorre JM, Morchon R, Simon F, Escosa R, Aranda C, Sainz S, Fuentes MV, Mas-Coma S., 2006. RDNA sequences of Anopheles species from the Iberian Peninsula and an evaluation of the 18S rRNA gene as phylogenetic marker in anophelinae. J Med Entomol. 43(3):508-517. PMID 16739409.
- Bargues MD, Morchón R, Latorre JM, Cancrini G, Mas-Coma S, Simón F., 2006. Ribosomal DNA second internal transcribed spacer sequence studies of Culicid vectors from an endemic area of Dirofilaria immitis in Spain. Parasitol Res. 99(3):205-213. PMID 16541266.
- Bargues MD, Klisiowicz DR, Panzera F, Noireau F, Marcilla A, Perez R, Rojas MG, O'Connor JE, Gonzalez-Candelas F, Galvão C, Jurberg J, Carcavallo RU, Dujardin JP, Mas-Coma S., 2006. Origin and phylogeography of the Chagas disease main vector Triatoma infestans based on nuclear rDNA sequences and genome size. Infect Genet Evol. 6(1):46-62. PMID 16376840.
- Mas-Coma S, Bargues MD, Valero MA., 2005. Fascioliasis and other plant-borne trematode zoonoses. Int J Parasitol. 35(11-12):1255-7128. PMID 16150452.

## Premios y reconocimiento a su trabajo investigador
En el campo de la Parasitología, es la segunda autora más citada a nivel nacional y la cuarta autora más citada de la Comunidad Valenciana , en el campo de las Ciencias de la Salud, presentando ya en agosto de 2015 un índice h de Hirsch de 32 con un total de 82 publicaciones.
Ha impartido más de 75 ponencias en 32 países diferentes y ha prensentado más de 300 comunicaciones en congresos mundiales, europeos, latinoamericanos, asiáticos, egipcios, ibéricos y nacionales.
Ha sido también presidente, coordinador y organizador de numerosas sesiones, simposios y mesas redondas en congresos nacionales e internacionales.
Su trabajo le ha permitido obtener diversos premios que hacen de ella una mujer de gran influencia en el mundo científico. Entre ellos el prestigioso premio “Crotalus Scholaris” de la Universidad Mesoamericana de Puebla (en Puebla, México);así como el premio al mejor proyecto europeo de la Comunidad Valenciana.